# Ferdi Vierklau
Ferdinand "Ferdi" Rudols Marcel Vierklau (ur. 1 kwietnia 1973 w Bilthoven) – piłkarz holenderski grający na pozycji prawego obrońcy. W reprezentacji Holandii rozegrał 2 mecze.

## Kariera klubowa
Karierę piłkarską Vierklau rozpoczął w klubie FC Utrecht. W 1991 roku został zawodnikiem pierwszego zespołu. 13 września 1991 roku zadebiutował w Eredivisie w zremisowanym 1:1 domowym spotkaniu z FC Twente. Od sezonu 1992/1993 był podstawowym zawodnikiem Utrechtu, w którym występował do lata 1996.
Latem 1996 roku Vierklau przeszedł do SBV Vitesse, w którym swój debiut zanotował 21 sierpnia 1996 w zwycięskim 2:0 wyjazdowym meczu z AZ Alkmaar. W drużynie z Arnhem grał przez jeden sezon.
W 1997 roku Vierklau podpisał kontrakt z hiszpańskim zespołem CD Tenerife. W Primera División zadebiutował 30 sierpnia 1997 w meczu z Deportivo La Coruña (0:0). W sezonie 1997/1998 grał w podstawowym składzie Tenerife, a w następnym klub ten spadł do Segunda División.
Na początku 1999 roku Vierklau wrócił do Holandii i został piłkarzem Ajaksu Amsterdam. W Ajaksie po raz pierwszy wystąpił 16 marca 1999 w wygranym 4:1 wyjazdowym meczu z MVV Maastricht. Piłkarzem Ajaksu był przez 4,5 roku, ale pełnił głównie rolę rezerwowego i w klubie z Amsterdamu rozegrał 38 ligowych meczów. Z Ajaksem wywalczył mistrzostwo kraju w 2002 roku oraz zdobył Puchar Holandii w 1999 i 2002 roku, a także Superpuchar w 2002. W 2003 roku Vierklau zakończył karierę sportową.
| Sezon   | Klub        | Kraj      | Rozgrywki        | Mecze | Bramki |
| ------- | ----------- | --------- | ---------------- | ----- | ------ |
| 1991/92 | FC Utrecht  | Holandia  | Eredivisie       | 5     | 0      |
| 1992/93 | FC Utrecht  | Holandia  | Eredivisie       | 27    | 1      |
| 1993/94 | FC Utrecht  | Holandia  | Eredivisie       | 29    | 2      |
| 1994/95 | FC Utrecht  | Holandia  | Eredivisie       | 26    | 1      |
| 1995/96 | FC Utrecht  | Holandia  | Eredivisie       | 30    | 0      |
| 1996/97 | SBV Vitesse | Holandia  | Eredivisie       | 30    | 1      |
| 1997/98 | CD Tenerife | Hiszpania | Primera División | 24    | 0      |
| 1998/99 | CD Tenerife | Hiszpania | Primera División | 8     | 1      |
| 1998/99 | AFC Ajax    | Holandia  | Eredivisie       | 8     | 0      |
| 1999/00 | AFC Ajax    | Holandia  | Eredivisie       | 10    | 0      |
| 2000/01 | AFC Ajax    | Holandia  | Eredivisie       | 14    | 0      |
| 2001/02 | AFC Ajax    | Holandia  | Eredivisie       | 6     | 0      |
| 2002/03 | AFC Ajax    | Holandia  | Eredivisie       | 0     | 0      |

## Kariera reprezentacyjna
W reprezentacji Holandii Vierklau zadebiutował 5 października 1996 roku w wygranym 3:1 spotkaniu eliminacji do MŚ 1998 z Walią. Od 1996 do 1997 roku rozegrał w kadrze narodowej 2 mecze.
| Mecze i gole w reprezentacji | Mecze i gole w reprezentacji | Mecze i gole w reprezentacji | Mecze i gole w reprezentacji | Mecze i gole w reprezentacji | Mecze i gole w reprezentacji | Mecze i gole w reprezentacji |
| #                            | Data                         | Stadion                      | Rywal                        | Wynik                        | Gol                          | Rozgrywki                    |
| 1996                         | 1996                         | 1996                         | 1996                         | 1996                         | 1996                         | 1996                         |
| ---------------------------- | ---------------------------- | ---------------------------- | ---------------------------- | ---------------------------- | ---------------------------- | ---------------------------- |
| 1.                           | 05.10.1996                   | Cardiff, Walia               | Walia                        | 3:1                          | 0                            | el. MŚ 1998                  |
| 1997                         |                              |                              |                              |                              |                              |                              |
| 3.                           | 04.06.1997                   | Johannesburg, RPA            | Południowa Afryka            | 2:0                          | 0                            | towarzyski                   |